# Horace Vernet
Pour les articles homonymes, voir Vernet.
Horace Vernet, né le 30 juin 1789 à Paris où il est mort le 17 janvier 1863, est un peintre français, membre de l'Institut de France.

## Biographie
Horace Vernet est le fils de Carle Vernet, et le petit-fils de Claude Joseph Vernet (1714-1789), peintre de marines, et de Jean-Michel Moreau le jeune (1741-1814). Son oncle est l'architecte Jean-François Chalgrin (1739-1811).
Horace Vernet suit les traces de son père dans la peinture militaire, dont il fait sa spécialité et où il se révèle être un peintre brillant.

### Formation
Il reçoit sa formation dans l'atelier de son père à qui Théodore Gericault rend souvent visite. Les deux jeunes peintres deviennent amis et cela influence probablement un style romantique dans l'œuvre de Vernet. Géricault lui permet aussi de rencontrer des gens d'Afrique du Nord et du Moyen-Orient, bien avant qu'Horace ne visite réellement l'Algérie en 1833. Le serviteur et modèle de Géricault, Mustapha, a peut-être servi de modèle pour le portrait de 1818 conservé au musée d'Art Dahesh à New York.
Il intègre ensuite l'atelier du peintre François-André Vincent (1746-1816) à l'École des beaux-arts de Paris jusqu'en 1810 où il a remporté le prix de Rome.
Il épouse en 1811 Louise Pujol (1789-1858), fille de Pierre Pujol (1753-1817), tailleur de la Reine, dont il aura deux filles, Henriette, morte l'année de sa naissance en 1812, et Louise (1814-1845) qui s'est mariée en 1835 avec le peintre Paul Delaroche. Stimulé par les besoins financiers découlant de son mariage précoce, il exploite ses facilités naturelles dans un grand nombre d'œuvres vendables qui jaillissent de son atelier : créations de mode, caricatures, portraits, chevaux à la manière de Carle et paysages à la manière de Joseph. De 1811 à 1815, il crée des caricatures pour le Journal des dames et des modes.

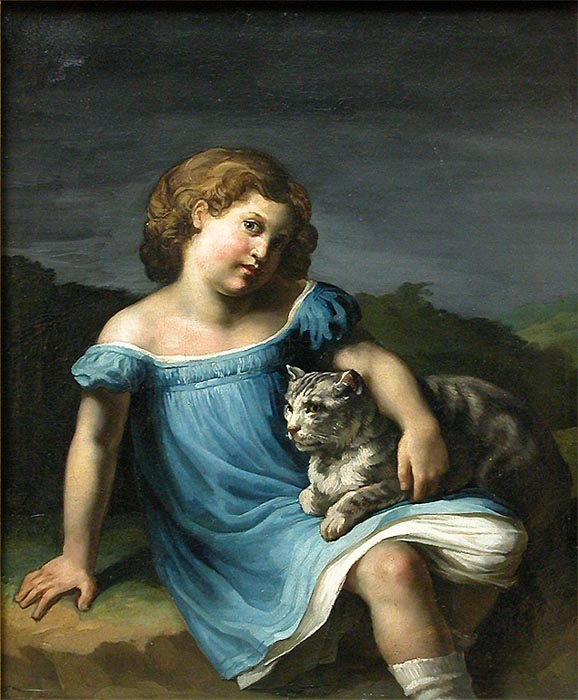
Louise (1814-1845),
Gericault, vers 1818,
musée du Louvre, Paris.

C'est un bonapartiste fidèle et il fait ses débuts au Salon en 1812 avec La Prise d'un campement fortifié près de Glatz, qui avait été commandée par le roi Jérôme de Westphalie, frère de Napoléon. Son talent impressionna tellement Jérôme Bonaparte qu'il lui commanda un portrait équestre.
En 1814, il fait partie des défenseurs civils de Paris contre les alliés qui approchent, épisode qu'il représentera plus tard dans La Barrière de Clichy (1820, Louvre). Il est chevalier de la Légion d'honneur en décembre 1814. Il est chargé de peindre plusieurs portraits de Napoléon avant l’éviction de l’empereur et réalise également trois portraits de lui en 1815-1816 pour Charles Kinnaird, 8e Lord Kinnaird d'Inchture, un collectionneur d'art qui avait été député et représentant élu pair pour l'Écosse.
En 1822-1823, il réalise un portrait de son ami Géricault dans lequel il le dépeint en artiste romantique qui souffre peut-être aussi physiquement. Ce portrait est probablement peint lorsque Géricault est atteint de la maladie qui lui coûte la vie en 1824.

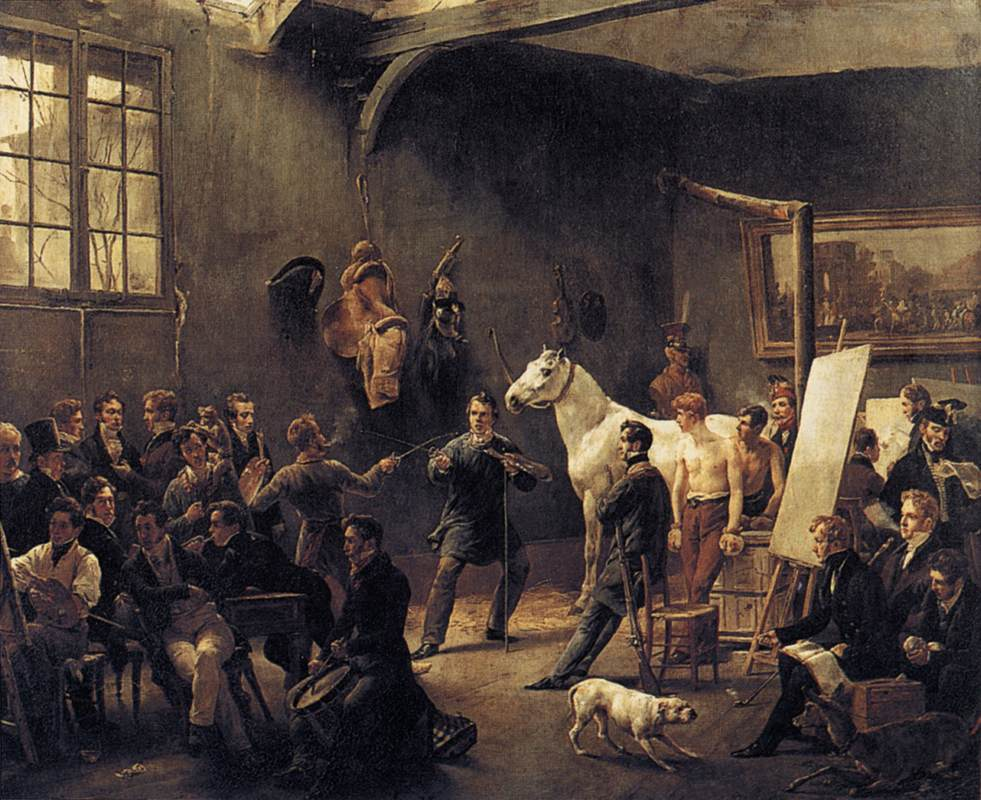
L'Atelier de l'artiste,
Horace Vernet, vers 1820,
collection privée.

Pendant les premières années de la Restauration, son atelier est très fréquenté et sert de lieu de rencontre d'artistes et de vétérans ouvertement hostiles au gouvernement Bourbon. Il fait étalage de son culte de Napoléon, mais obtient le soutien de Louis-Philippe, duc d'Orléans, chef de la branche cadette de la dynastie. Gabriel Delessert, futur préfet de police de Paris en 1836, lui commande son portrait en 1821. Lorsque certaines de ses peintures sont rejetées du Salon de 1822 en raison de leur prétendu caractère antiroyaliste, il les expose dans son atelier, attirant de nombreux visiteurs.

### Les honneurs
Malgré le rejet du Salon, en peu de temps, il est nommé officier de la Légion d'honneur (1825), membre de l'Institut (1826), et après des succès aux Salons de 1826 et 1827, directeur de l'Académie de France à Rome (1829), poste qu'il occupera jusqu'en 1835.
La Révolution de juillet 1830, qui met sur le trône Louis-Philippe, lui ouvre de vastes possibilités d'emploi officiel. Il reçoit de nombreuses commissions d'État pour des tableaux de batailles, et devient, dès son retour de Rome, professeur à l'École des Beaux-Arts.
Pendant son séjour à Rome, de 1829 à 1835, il se lie d'amitié avec le sculpteur danois de renommée internationale Bertel Thorvaldsen qui a passé la majeure partie de sa vie professionnelle à Rome, et dont il fait le portrait en 1833.

### Voyages en Orient

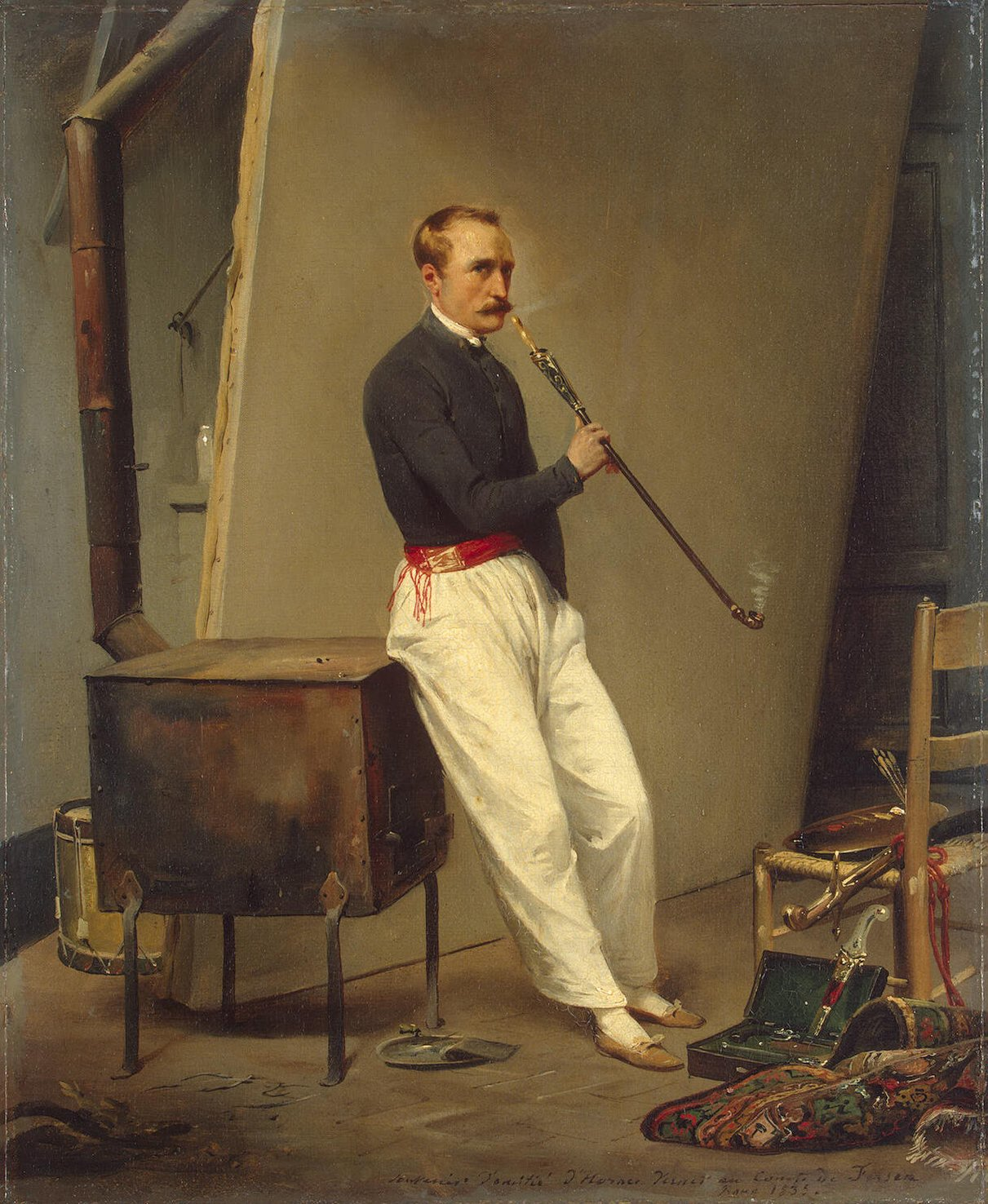
Autoportrait (1835),
Saint-Pétersbourg, musée de l'Ermitage.

Il est envoyé en Algérie en 1833 à la demande de Louis-Philippe. Il arrive en peintre officiel et est reçu avec des marques considérables d’attention : deux bataillons lui sont affectés pour ses déplacements. S’il est fasciné par l’armée française — qu’il nomme lui-même désormais « l’armée d’Afrique » —, il l’est tout autant par leurs adversaires valeureux et aux costumes pittoresques. Ses peintures ont alors pour objectif d'alimenter la propagande colonialiste, et Vernet s'attache à peindre uniquement l’aspect glorieux de la conquête de l'Algérie.
Il reviendra durablement marqué par la découverte du pays, et au cours de ses cinq longues visites en Afrique du Nord (1833, 1837, 1839-1840, 1845, 1853), il dessine avidement et rassemble sur place une documentation sur les conquêtes françaises à Alger et au Maroc, matériel qu'il transforma plus tard en grandes toiles pour Versailles.
En octobre 1839, il voyage avec son cousin Charles Burton et un photographe ami et élève, Frédéric Goupil-Fesquet. Ils avaient été précédés en Égypte de quelques semaines par le Franco-Canadien Gaspard-Pierre-Gustave Joly, qu'ils rencontrent en novembre.
Le tableau L'Artiste et ses compagnons voyageant dans le désert  est exposé au Salon de Paris de 1844 sous le titre Voyage dans le désert. Vernet était célèbre pour sa superbe mémoire et sa capacité à se passer de croquis préparatoires. On a longtemps supposé que ce tableau était l’œuvre que Vernet appelait le « petit tableau de notre caravane dans le désert ». Il l'a peint, comme il l’a dit à sa femme, lors de sa deuxième visite en Russie. En 2016, Michèle Hannoosh a identifié de manière convaincante les hommes comme étant Vernet lui-même, Charles Burton et Frédéric Goupil-Fesquet.

### Célébrité et critiques
Il est sévèrement jugé par Charles Baudelaire dans sa critique des Salons de 1845 et 1846 : « M. Horace Vernet est un militaire qui fait de la peinture. — Je hais cet art improvisé au roulement du tambour, ces toiles badigeonnées au galop, cette peinture fabriquée à coups de pistolet, comme je hais l'armée, la force armée, et tout ce qui traîne des armes bruyantes dans un lieu pacifique. Cette immense popularité, qui ne durera d'ailleurs pas plus longtemps que la guerre, et qui diminuera à mesure que les peuples se feront d'autres joies, — cette popularité, dis-je, cette vox populi, vox Dei, est pour moi une oppression. ». En revanche, il était grandement défendu par Théophile Gautier.

L'Ange et la mort, 1851

Une de ses deux filles, Louise, épouse le peintre Paul Delaroche, son cadet de huit ans, mais elle meurt en 1845, à l'âge de 31 ans. La douleur lui inspirera le tableau L'Ange de la Mort.
Le renversement de Louis-Philippe par la Révolution de 1848 et l'avènement de Napoléon III en 1849 n'affectent guère son activité.
L'année 1850 le trouve au siège français de Rome. En 1854, il accompagne l'expédition française qui fera la guerre de Crimée. Il avait entre-temps, lors de deux longs séjours en Russie en 1836 et 1842-1843, bénéficié du patronage du tsar Nicolas Ier , ce qui explique peut-être qu'il n'ait jamais exposé son allégorie de La Pologne écrasée par la Russie.
À l’Exposition universelle de 1855 à Paris, il occupe comme Ingres une salle entière et reçoit la médaille d’honneur, ce qui le place en tête des peintres de son époque. Le peintre anglais Edwin Henry Landseer dit de lui : « Les tableaux de Vernet l’emportent sur ceux de tous ses rivaux car ils ne procèdent que de lui-même… ».

### Fin de carrière
Enrichi, il acquiert en 1855 un domaine au lieu-dit « Les Bormettes » à La Londe-les-Maures, alors simple faubourg de Hyères, charmé par la beauté du site dont l’eau bleutée et les collines galbées lui rappellent l’Algérie où il avait auparavant séjourné. Il s’y fait construire un vaste château médiéval composé de différents corps de bâtiments hétéroclites et de style divers.
Sa première femme, Louis Pujol meurt le 29 août 1858. Il se remarie le 27 avril 1859 avec Amélie Fuller (1817-1899), fille de Francis Fuller (1763-1841), lieutenant général de l'armée britannique et commandant des forces britanniques à la Jamaïque, et d'Amélie de Peyrac (1795-1879).
Au mois de décembre 1862, Napoléon III, apprenant la grave maladie de l’artiste, lui écrit : « Mon cher Monsieur Horace Vernet, je vous envoie la croix de Grand officier de la Légion d'honneur comme au grand peintre d'une grande époque… ». Il meurt en janvier 1863, à 73 ans. Il est inhumé à Paris au cimetière de Montmartre (5e section).
Au moment de sa mort, c'est l'artiste le plus célèbre de France, membre de trente académies, admiré et imité dans toute l'Europe et profondément ancré dans la culture populaire.

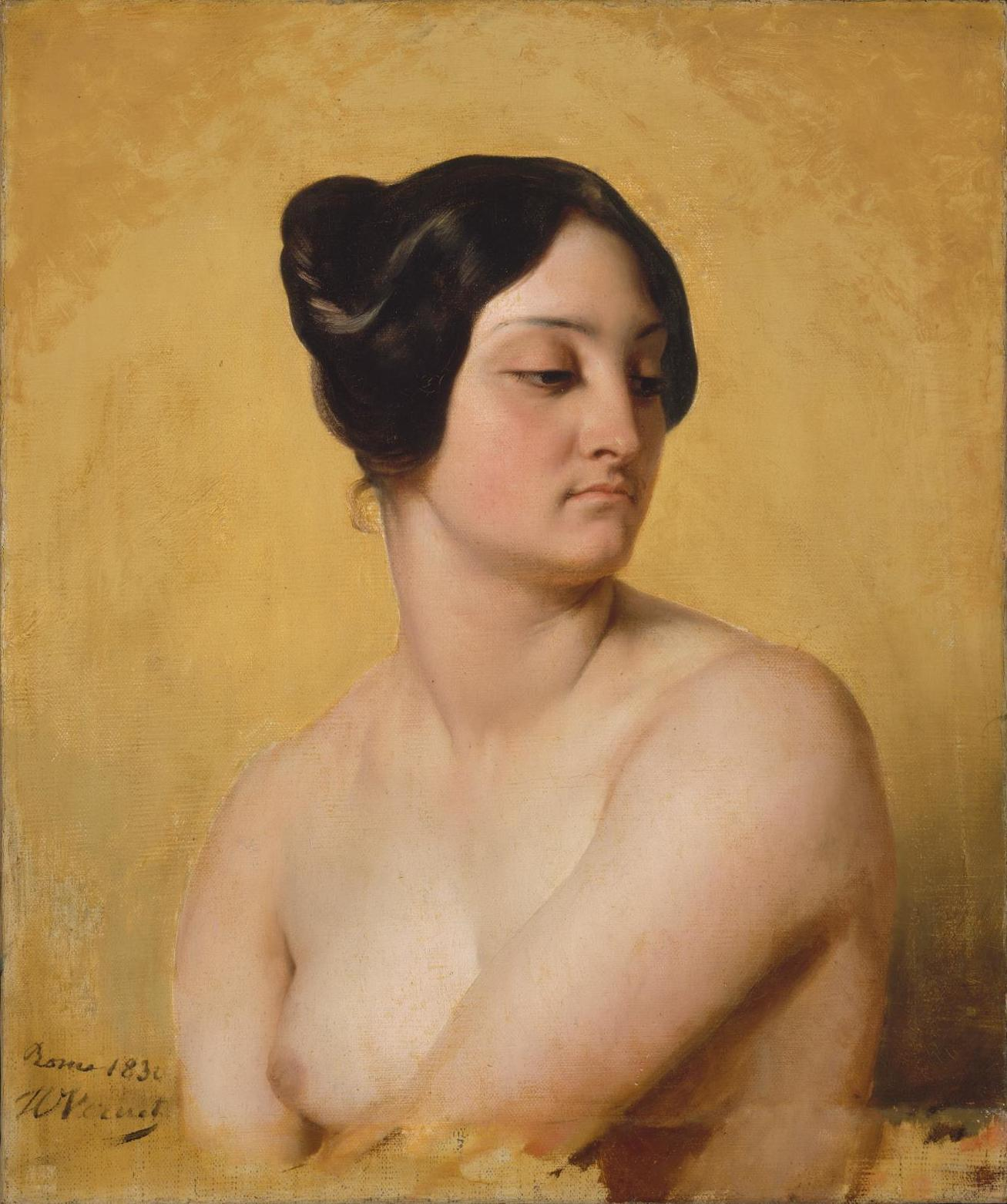
Olympe Pélissier, étude pour Judith et Holopherne (1830), musée des Beaux-Arts de Boston.

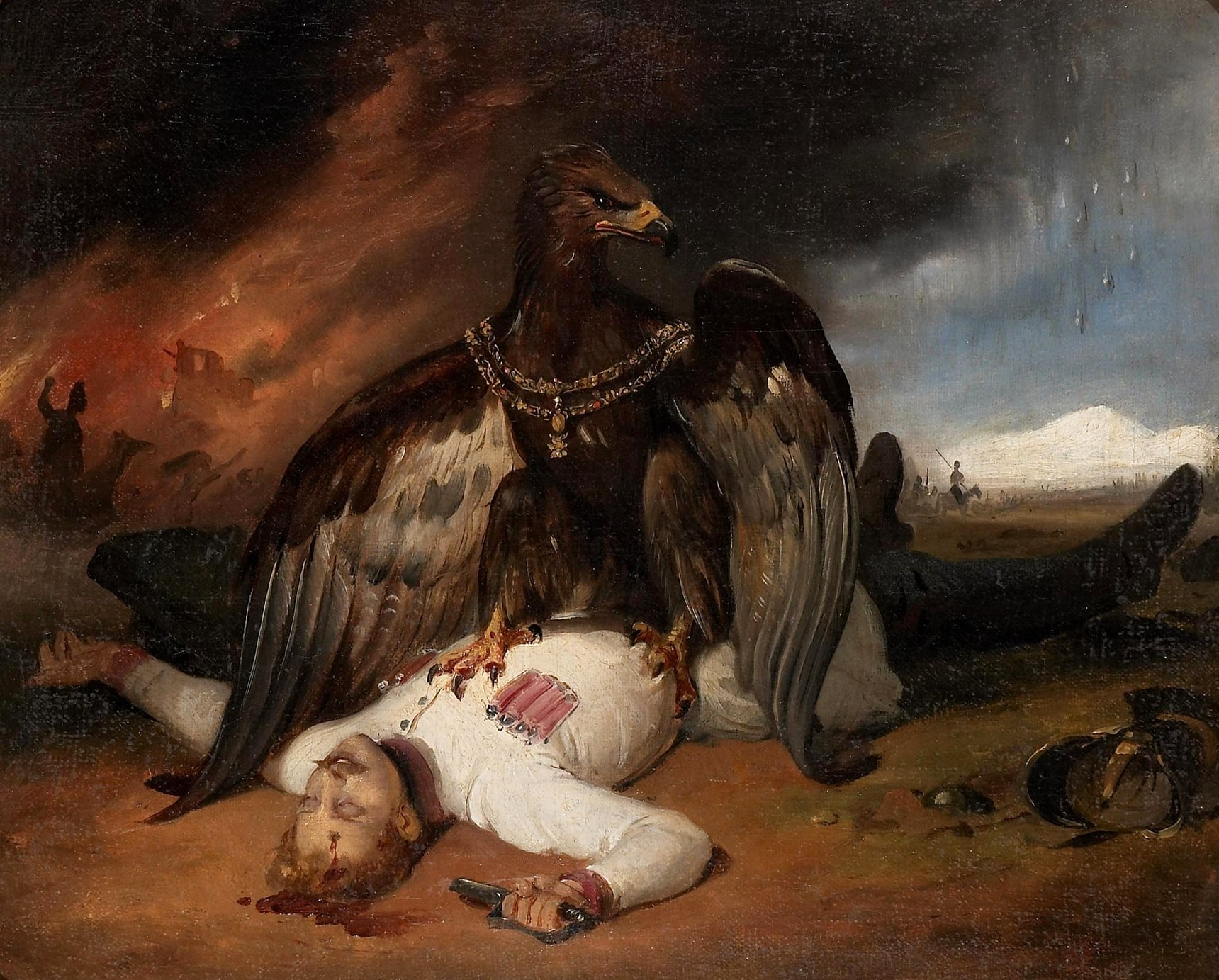
Allégorie de la Pologne vaincue ou Le Prométhée polonais (vers 1831), Bibliothèque polonaise de Paris.

« Il était un homme d’esprit, caractère aimable, une nature droite, honnête, loyale, vive et sensée », écrit Sainte-Beuve.

### Élèves
- Jean-Paul Alaux dit Gentil (1788-1858).
- Louis Marie Baptiste Atthalin (1784-1856), militaire et peintre.
- Estelle de Barescut[21] (1814-1881).
- Ignace-François Bonhommé[22] (1809-1881).
- Jules Breton (1827-1906).
- Tadeusz Brodowski (1821-1848).
- Auguste-Hector Cabuzel (1836-1909).
- Pierre Dupuis (1833-1915), après 1848 à la villa Médicis à Rome.
- Charles-Édouard Elmerich (1813-1889).
- Frédéric Goupil-Fesquet (1817-1878).
- Louis Gudin frère de Théodore Gudin
- Léopold Armand Hugo, neveu de Victor Hugo.
- Ange-Louis Janet (1811-1872), peintre d'Histoire, élève dès 1833.
- Émile Lambinet (1813-1877).
- Eugène Lami (1800-1890).
- Alphonse Leblanc de Boisricheux (1802-1847), dont il épousa en secondes noces la femme, Amélie Fuller (1817-1899).
- François-Gabriel Lépaulle (1804-1886).
- Georges Achille de Magrath (1819-1893).
- Louis Stanislas Marin-Lavigne
- Tito Marzocchi de Bellucci (1801-1871), peintre, père de Numa Marzocchi de Bellucci.
- Simon Meister (1796-1844), peintre de bataille et portraitiste prussien.
- Alfred Mouillard (1831-1907), peintre de sujets historiques.
- Olympe Pélissier (vers 1805-1878), modèle.
- Alexis Witkofsky qui habitait au palais de l'Institut à Paris, fit son portrait en habit d'académicien en 1864. Il est conservé au Château de Versailles[23].

## Distinctions
- Pour le Mérite
- Officier de la Légion d'honneur

## Œuvre

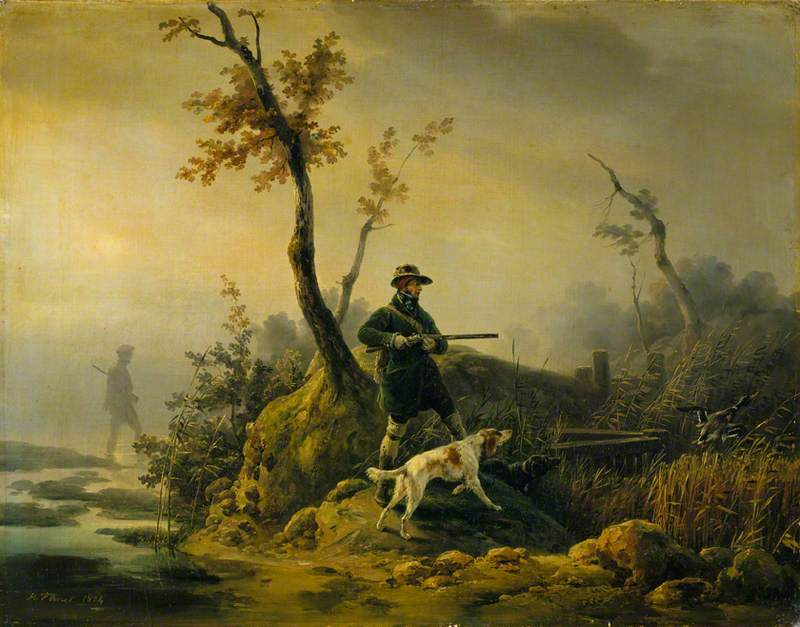
La Chasse au canard, 1824,
Wallace Collection, Londres.

La Chasse au canard exposée au Salon de Paris de 1824 ainsi que La Carrière, rappellent la manière du père de Vernet, Carle qui a été très influencé par les estampes et peintures sportives anglaises. Vernet lui-même était un admirateur de l'art et de la littérature de britannique. Sa grand-mère paternelle, l'épouse du peintre Claude-Joseph Vernet, était la fille d'un catholique irlandais vivant à Rome.
Au cours des sept années à l'Académie de France à Rome, il traite des sujets variés, avec des peintures de la vie populaire italienne (Confession du brigand), des sujets orientaux (Le Conteur arabe) et des anecdotes historiques (Rencontre de Raphaël et Michel-Ange au Vatican).

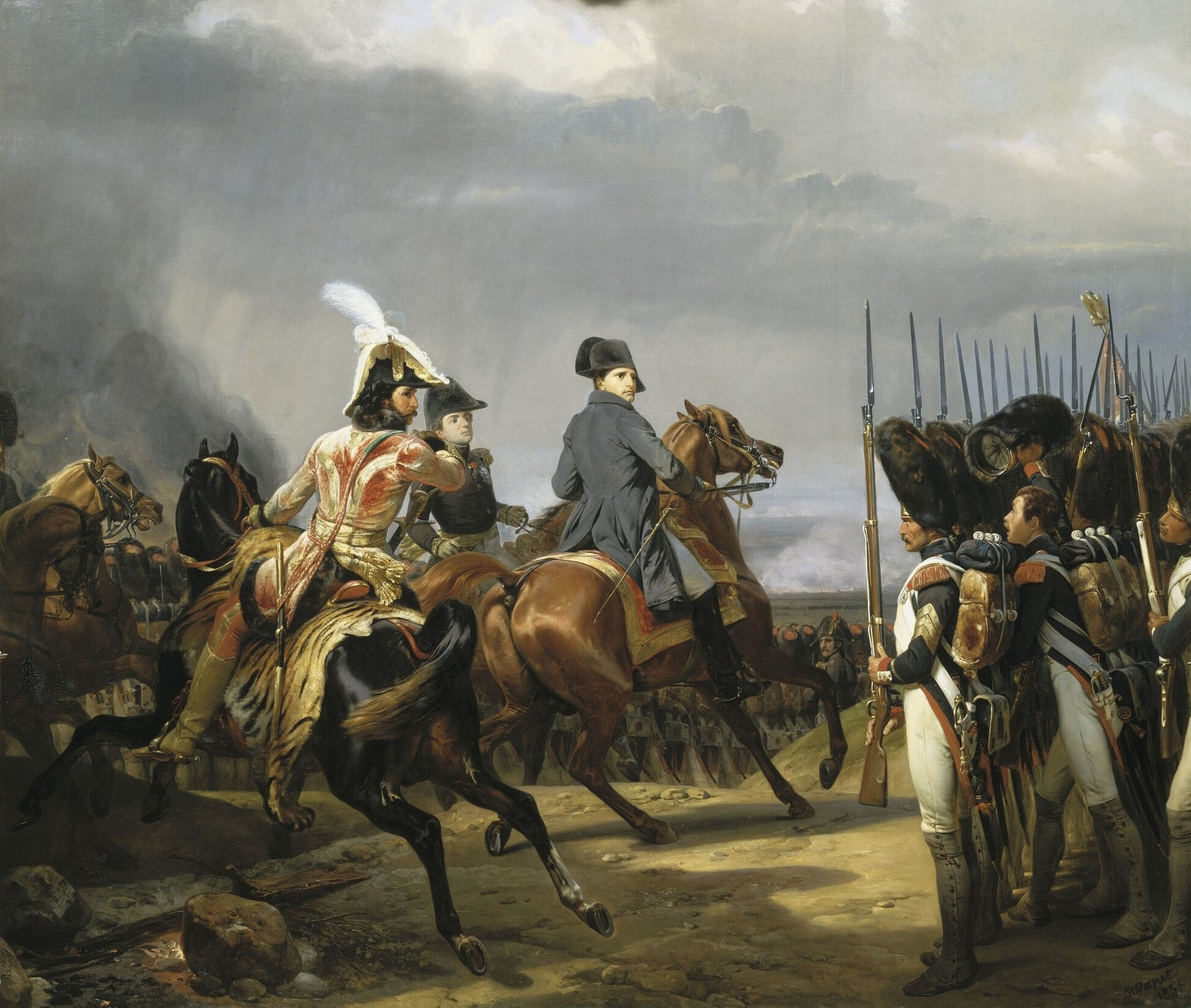
Bataille d'Iéna, 14 octobre 1806, 1836, Musée de l'Histoire de France (Versailles).

Mais il est surtout connu pour des sujets académiques traditionnels, en particulier ses scènes militaires réalistes. Quatre très grandes toiles pour la Galerie des Batailles à Versailles, sont exposées au Salon de 1836. Trois d'entre elles sont consacrées aux guerres napoléoniennes : La bataille de Friedland, La bataille de Wagram et La bataille d'Iéna. Elles ont été commandées à Vernet par Louis-Philippe Ier dans le cadre de la politique intérieure de la Monarchie de Juillet visant à rehausser le prestige de la France. Les tableaux illustrent diverses anecdotes de la vie militaire de Napoléon Ier dans lesquelles il apparaît comme un empereur sévère et puissant, image que Louis-Philippe cherche à s'associer pour rallier les bonapartistes à sa cause et restaurer le statut de grande puissance de la France aux yeux de l'Europe après le Congrès de Vienne. Cette tâche cruciale est confiée à Vernet qui, sous la Restauration, produit activement des tableaux sur les guerres napoléoniennes et le Premier Empire, y compris pour le cercle de Louis-Philippe. 
Le 30 avril 1838 il reçoit une commande de sept tableaux pour la « Décoration de la cinquième salle du pavillon du Roi à Versailles », dont L'Attaque de la citadelle d'Anvers, 22 décembre 1832. Cette commande sera remplacée par celle du 29 juin 1840 de 14 tableaux, dont celui de La Prise de Bougie par le général Trézel, 2 octobre 1833. Il conçoit son travail comme une forme de reportage qui nécessite une observation réaliste sur les théâtres de guerre.

### L'Orientalisme

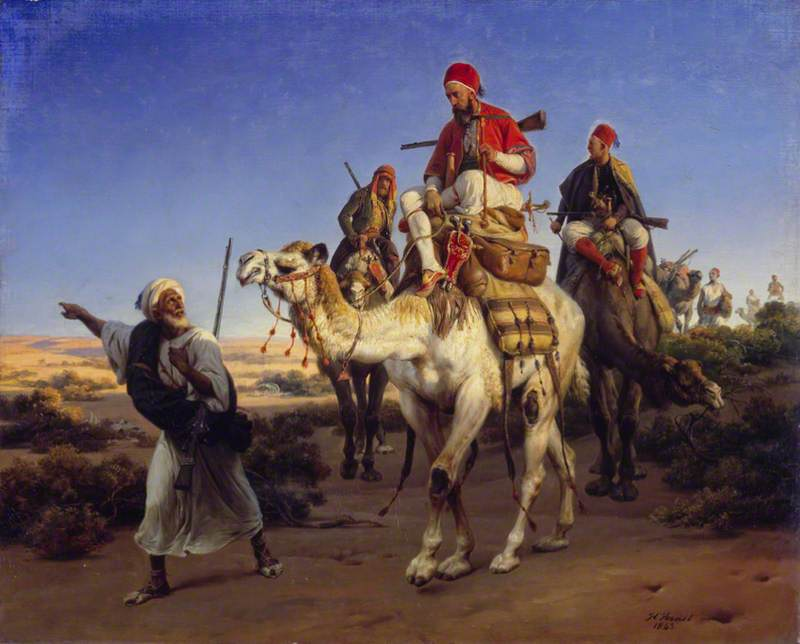
L'Artiste et ses compagnons voyageant dans le désert, 1843,
Wallace Collection, Londres.

De retour d'Egypte, alors qu'il est à Rome, il peint en 1833, son premier tableau orientaliste, Le Conteur arabe, daté de 1834, pour le 12e comte de Pembroke qui vivait à l'époque à Paris. De ce tableau conservé à la Wallace Collection à Londres il a réalisé une deuxième version, avec des variantes, intitulée Le Parlementaire et le medjeles conservée au musée Condé à Chantilly.

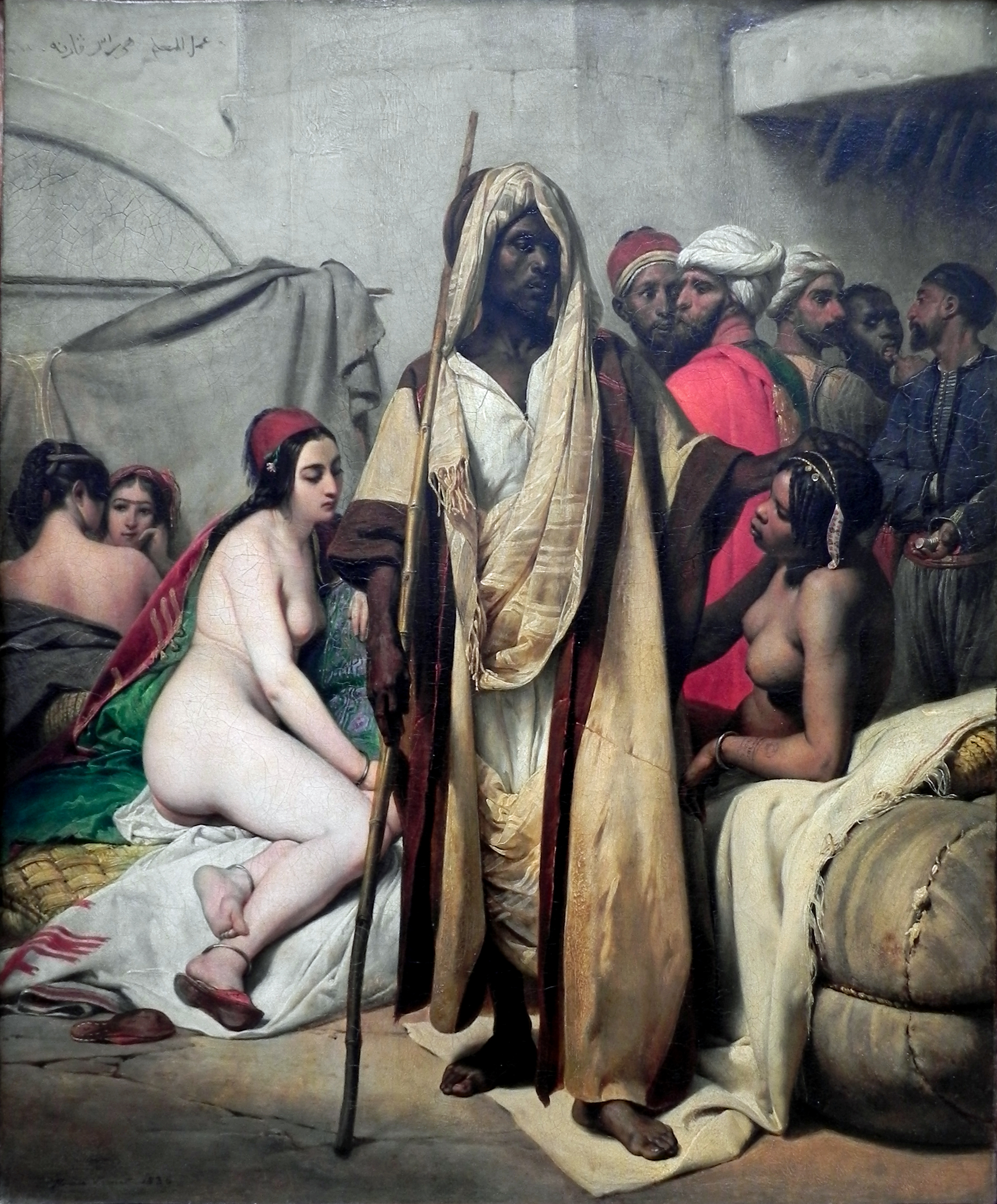
Marchand d'esclaves, 1836,
Alte Nationalgalerie, Berlin.

À son retour d'Algérie en 1833, il s'exclame : « Certes, Rome continue à enflammer le génie des artistes, mais quel genre d'émotion ne s'emparent d'eux lorsqu'ils sont inspirés par un peuple qui a conservé ses anciennes coutumes pendant tant de siècles » (cité dans : La fondation de la National Gallery à Berlin, Cologne 2013, p. 153). Cette citation témoigne de sa curiosité et de son enthousiasme pour ces pays lointains, et pourtant, dans son genre oriental et ses images d'histoire, il est resté pris dans des perspectives entièrement européennes, peignant un pays plein d'exotisme, de danger et de plaisir sensuel. Le tableau Marchand d’esclaves, a été peint en 1836 pour le compte de Jean-Pierre-Marie Jazet, qui l'a vendu au marchand d'art Louis Friedrich Sachse en 1837 pour la collection du banquier berlinois Wagener. Il est conservé à la Alte Nationalgalerie de Berlin, est connu grâce à de nombreuses reproductions. Le sujet était populaire dans la peinture orientale de la seconde moitié du XIXe siècle.
Lors de l'exposition au Salon de Paris de 1839, il expose La Chasse au lion, réalisé en 1836 et conservé à la Wallace Collection à Londres. C'est un souvenir de sa première visite en Algérie, et s'appelait «Chasse dans le désert du Sahara 28 mai 1833» . Des œuvres antérieures sur un sujet similaire par Rubens entre autres, auraient été familières à Vernet. Par ailleurs, Delacroix qui a réalisé plusieurs tableaux sur ce thème est son contemporain.
Le tableau Juda et Tamar exposé au Salon de Paris de 1843 et conservé à la Wallace Collection à Londres, montre la conviction de Vernet que les sujets bibliques pouvaient être basés sur des scènes arabes contemporaines parce que la vie y était restée inchangée pendant des milliers d'années - une conception qui a été louée mais aussi beaucoup critiquée du vivant de Vernet.

### Les daguerréotypes
Il prend le premier daguerréotype du port de Marseille en 1839 et lors de son premier voyage en Orient en compagnie de son neveu Charles Burton et d'un photographe ami et élève, Frédéric Goupil-Fesquet, équipés de matériel produit par Lerebours. Les trois hommes rapportent leurs daguerréotypes qui donnent lieu à un livre, les Excursions daguerriennes publiées sous forme de lithographies par Lerebours en 1842

### Exemples d'œuvres
- Portrait du duc d'Orléans (Louis-Philippe) (1818), huile sur toile, 62 × 52 cm, Chantilly, Musée Condé[35]
- Le Duc d'Orléans, futur roi Louis-Philippe, demandant l'hospitalité aux religieux de l'hospice du mont Saint-Gothard le 27 août 1793 (avant 1819), huile sur toile, 32 × 23 cm, Chantilly, musée Condé[36]
- Bataille de Bouvines, 27 juillet 1214, 1827, musée de l'Histoire de France (Versailles)
- Bataille de Fontenoy, 11 mai 1745, 1828, musée de l'Histoire de France (Versailles)
- Édith retrouvant le corps d'Harold après la bataille d'Hastings, 1828, Cherbourg-en-Cotentin, musée Thomas-Henry
- Judith et Holopherne, 1829, 297 × 198 cm, musée des Beaux-Arts de Pau[37]
- Étude pour un portrait de Mme Paul Delaroche, huile sur toile, 40 × 36 cm, Gray, musée Baron-Martin, dépôt du musée du Louvre[38]
- Portrait de Louise Vernet (1814-1845), fille de l’artiste, future épouse du peintre Paul Delaroche (vers 1832-1834), huile sur toile, 100 × 74 cm, musée du Louvre[39]
- Le Parlementaire et le Medjeles (1834), huile sur toile, 98 × 52 cm, Chantilly, musée Condé[40]
- Bataille de Friedland, 14 juin 1807, 1835-1836, musée de l'Histoire de France (Versailles)
- Bataille de Wagram, 6 juillet 1809, 1835-1836, musée de l'Histoire de France (Versailles)
- Le Marché d'esclaves (1836), huile sur toile, 136 × 112 cm, collection privée, vente 2021[41].
- Bataille d'Iéna, 14 octobre 1806, 1836, musée de l'Histoire de France (Versailles)
- Palais Bourbon de Paris :  plafond du salon de la Paix : La Paix entourée des génies de la vapeur sur terre et sur mer, 1838-1847.
- La Ballade de Léonore,  1839, 61 x 55 cm, musée d'Arts de Nantes[42]
- Leçon de violon du comte de Paris (1842), huile sur bois, 25 × 21 cm, Chantilly, musée Condé[43]
- Thamar et Juda (salon de 1843), copie du tableau de la Wallace Collection, musée des Beaux-Arts de Dijon[44]
- Portrait du maréchal Vaillant (1853), huile sur toile, 239 × 153 cm, musée des Beaux-Arts de Dijon[45]
- Prise de la smalah d'Abd-el-Kader, 1845, musée de l'Histoire de France (Versailles). La toile française de plus grande dimension au XIXe siècle[46]
- Louis-Philippe et ses fils devant la Grille d'Honneur, 1846, musée de l'Histoire de France (Versailles)

Œuvres d'Horace Vernet
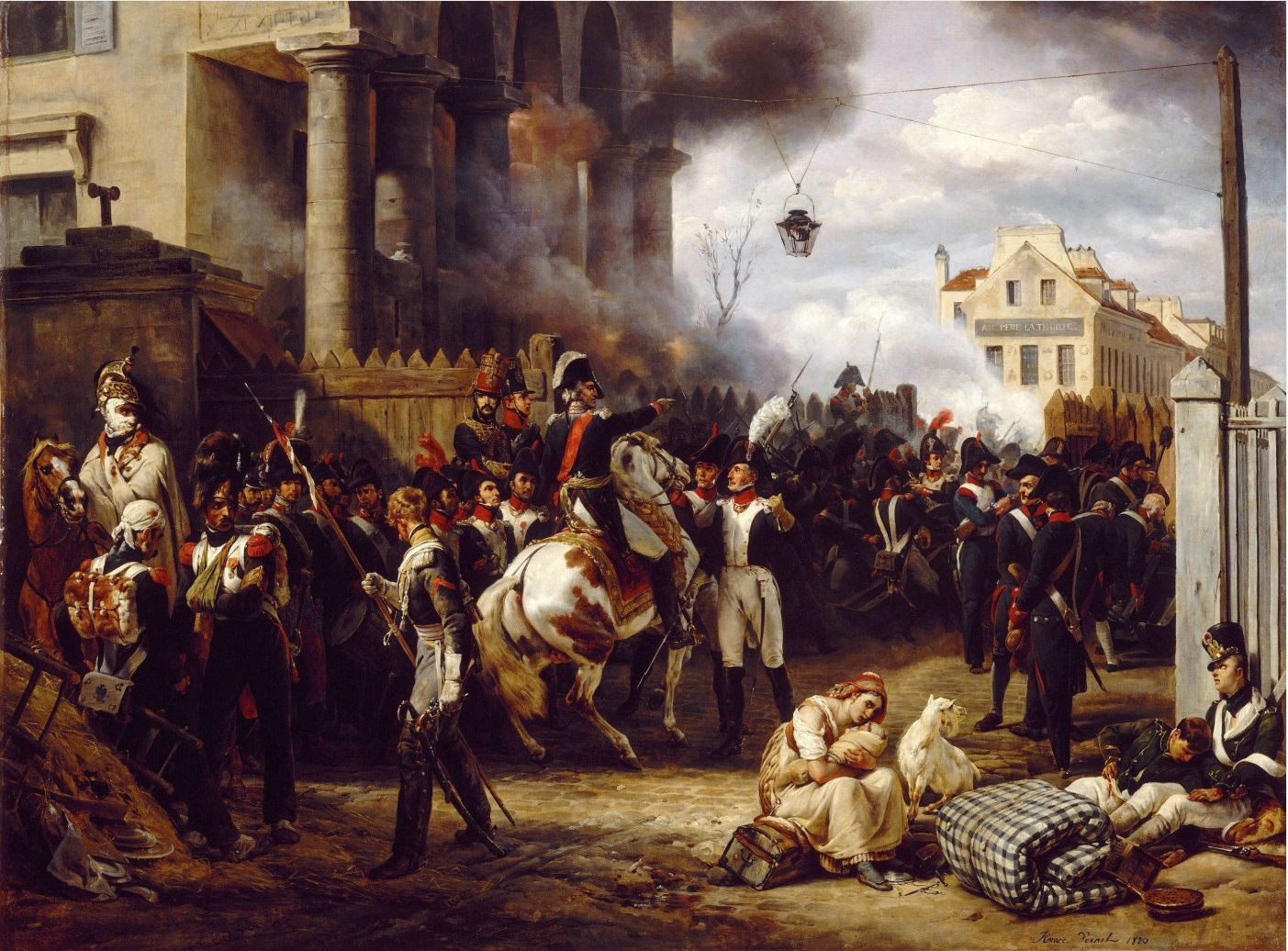
La Barrière de Clichy. Défense de Paris, le 30 mars 1814 (1820), Paris, musée du Louvre.
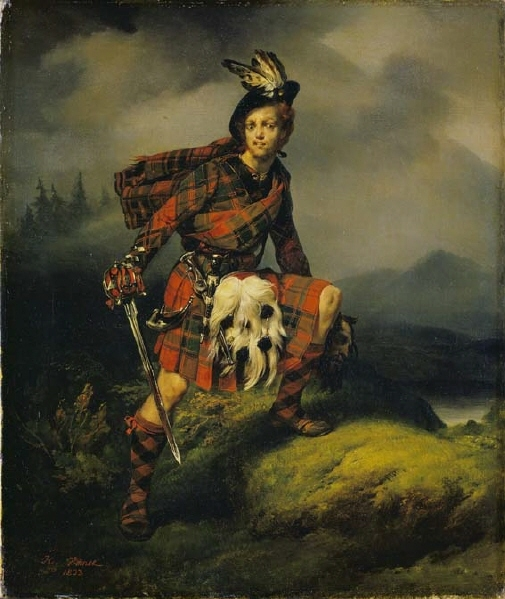
Allan M'Aulay (1823), Londres, Wallace Collection.
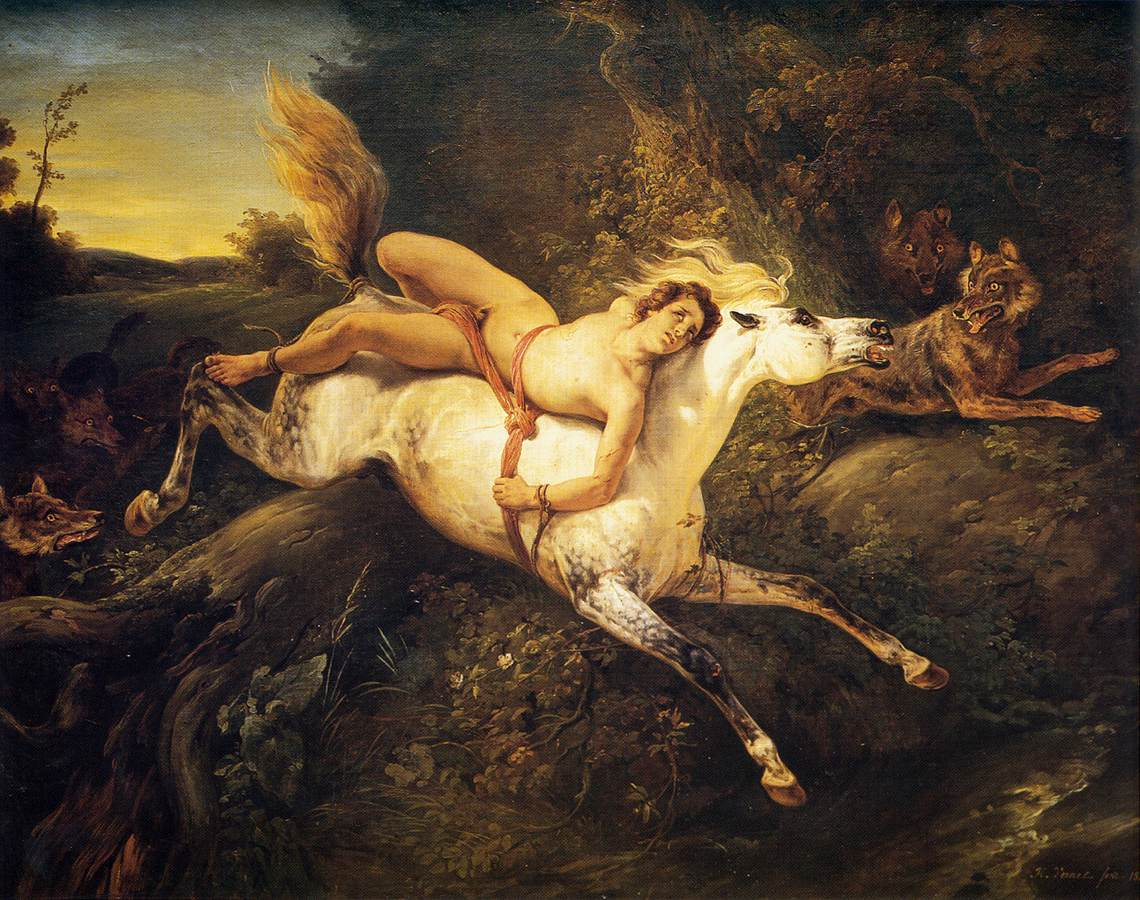
Mazeppa aux loups (1826), Avignon, musée Calvet.
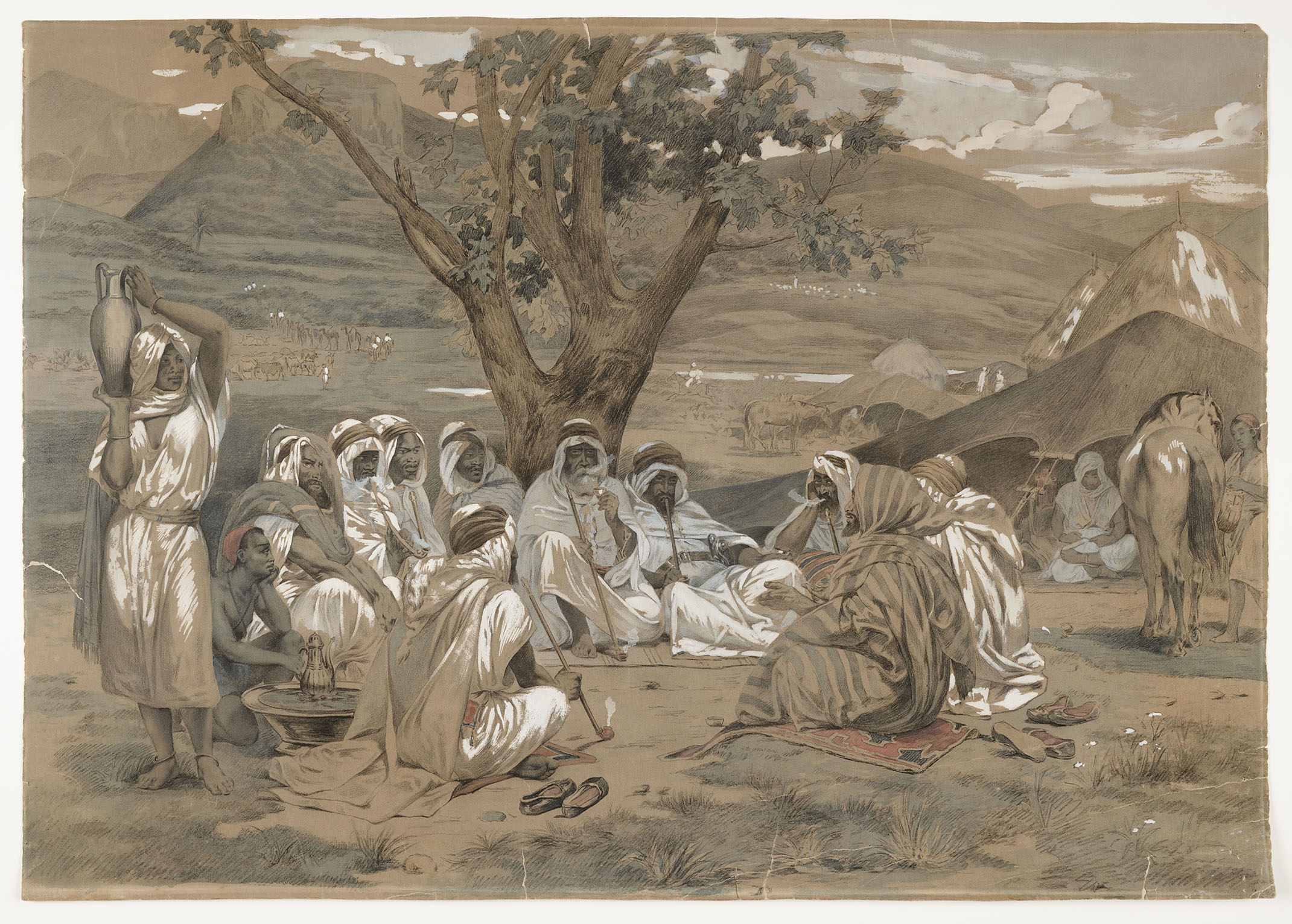
Scène berbère (1833), cabinet des estampes et des dessins de Strasbourg.
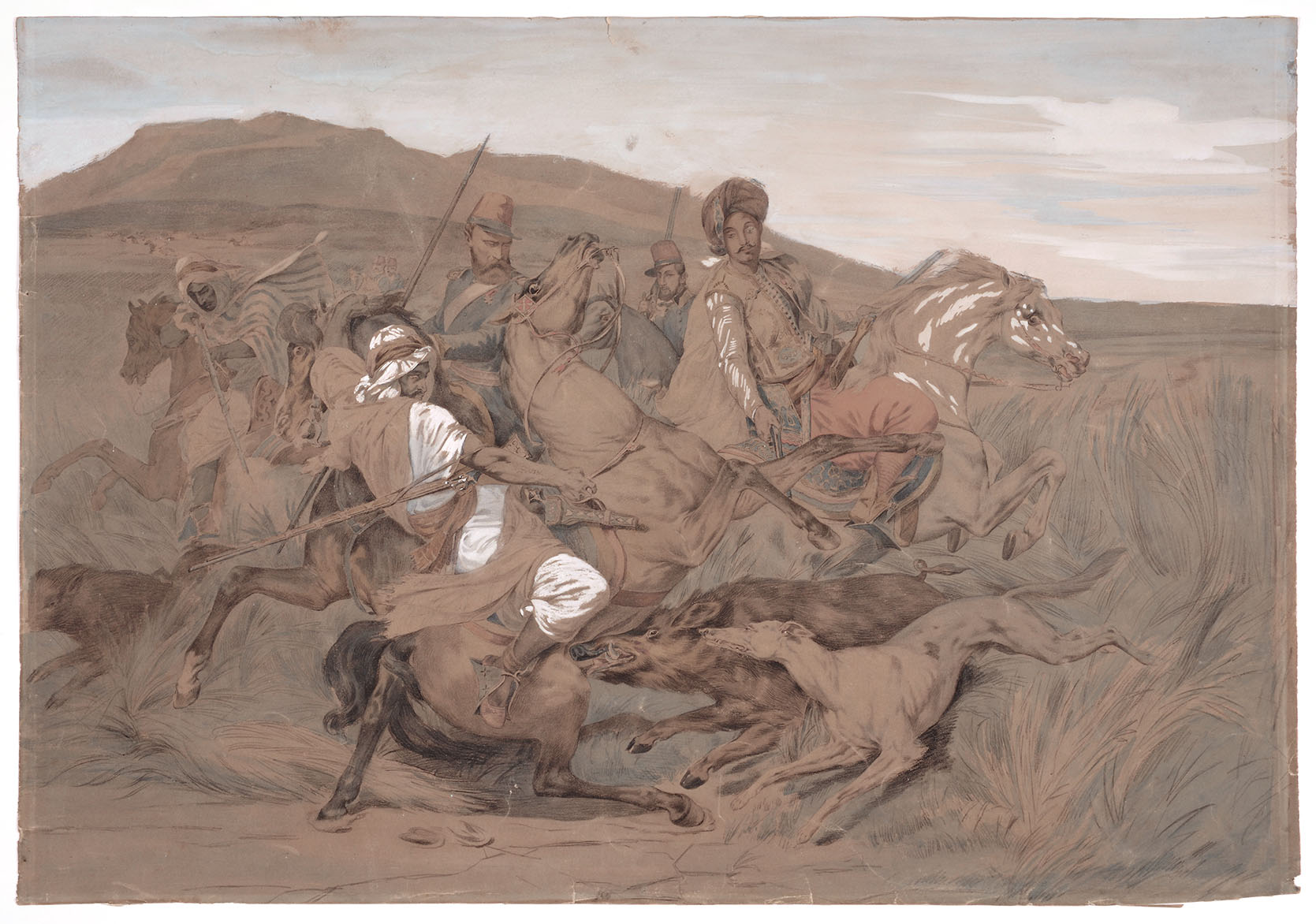
Chasse au sanglier (vers 1835), cabinet des estampes et des dessins de Strasbourg.
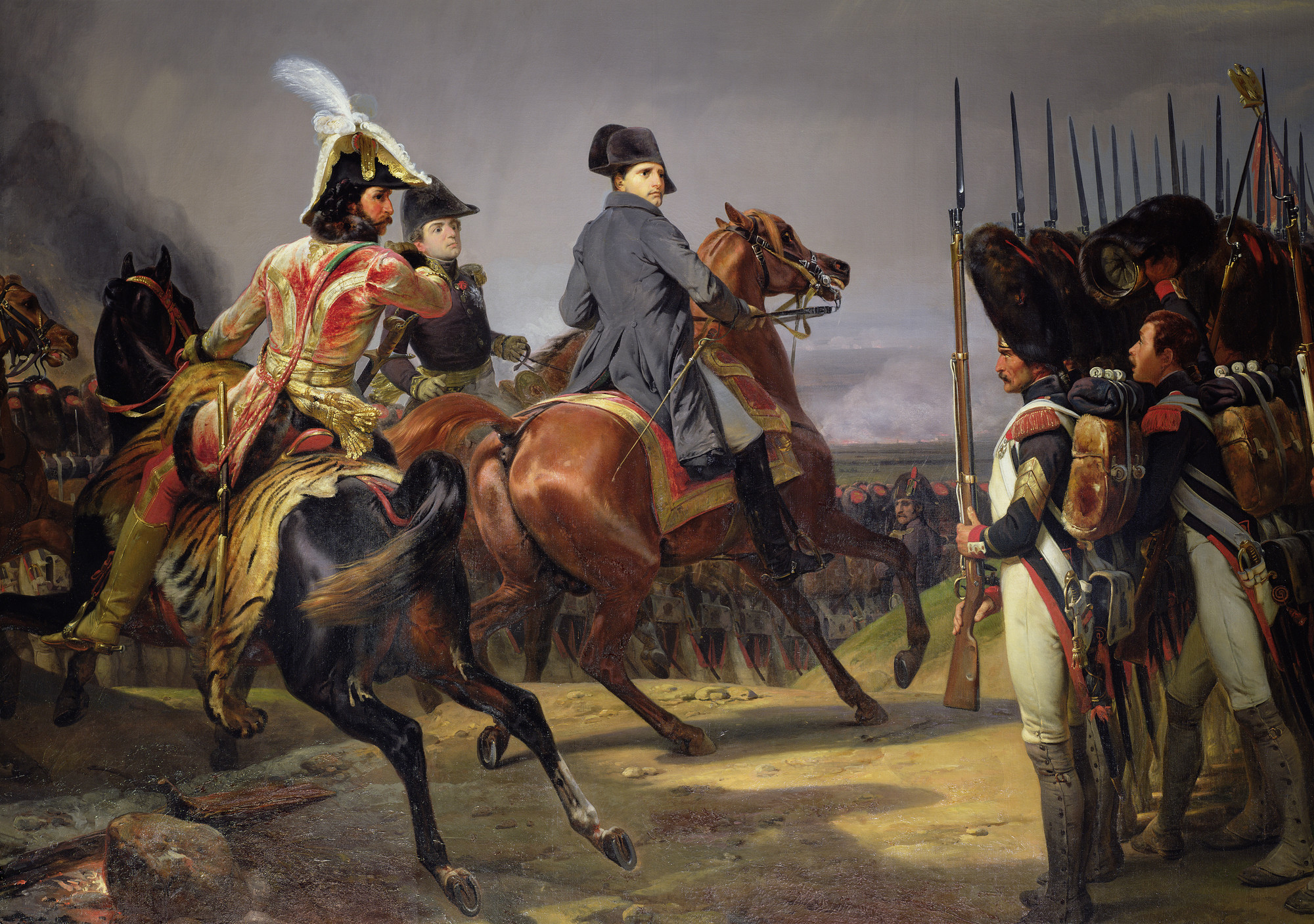
La Bataille d'Iéna, 14 octobre 1806 (1836), Versailles, musée de l'Histoire de France.
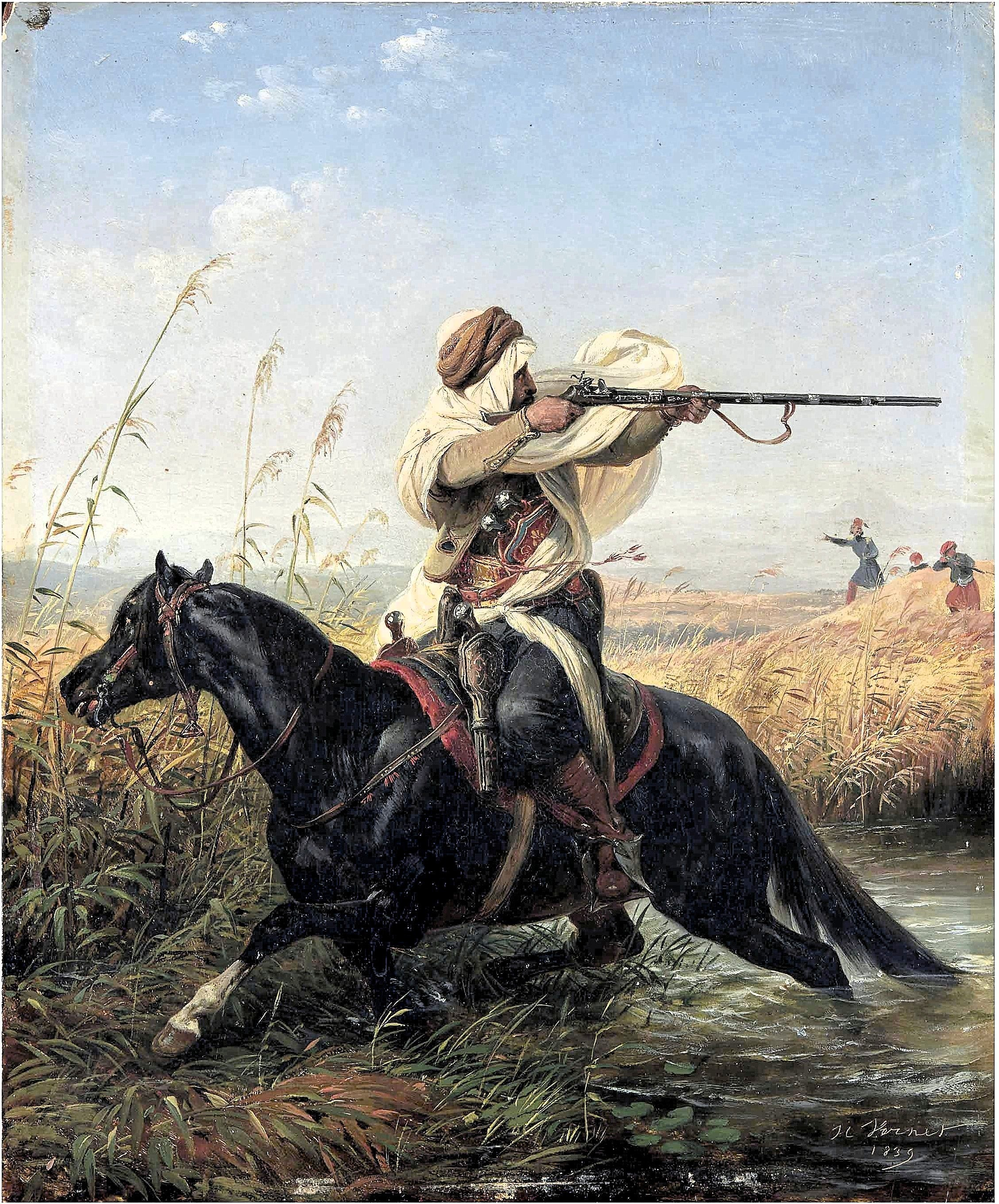
La Retraite (Cavalier arabe) (1839).
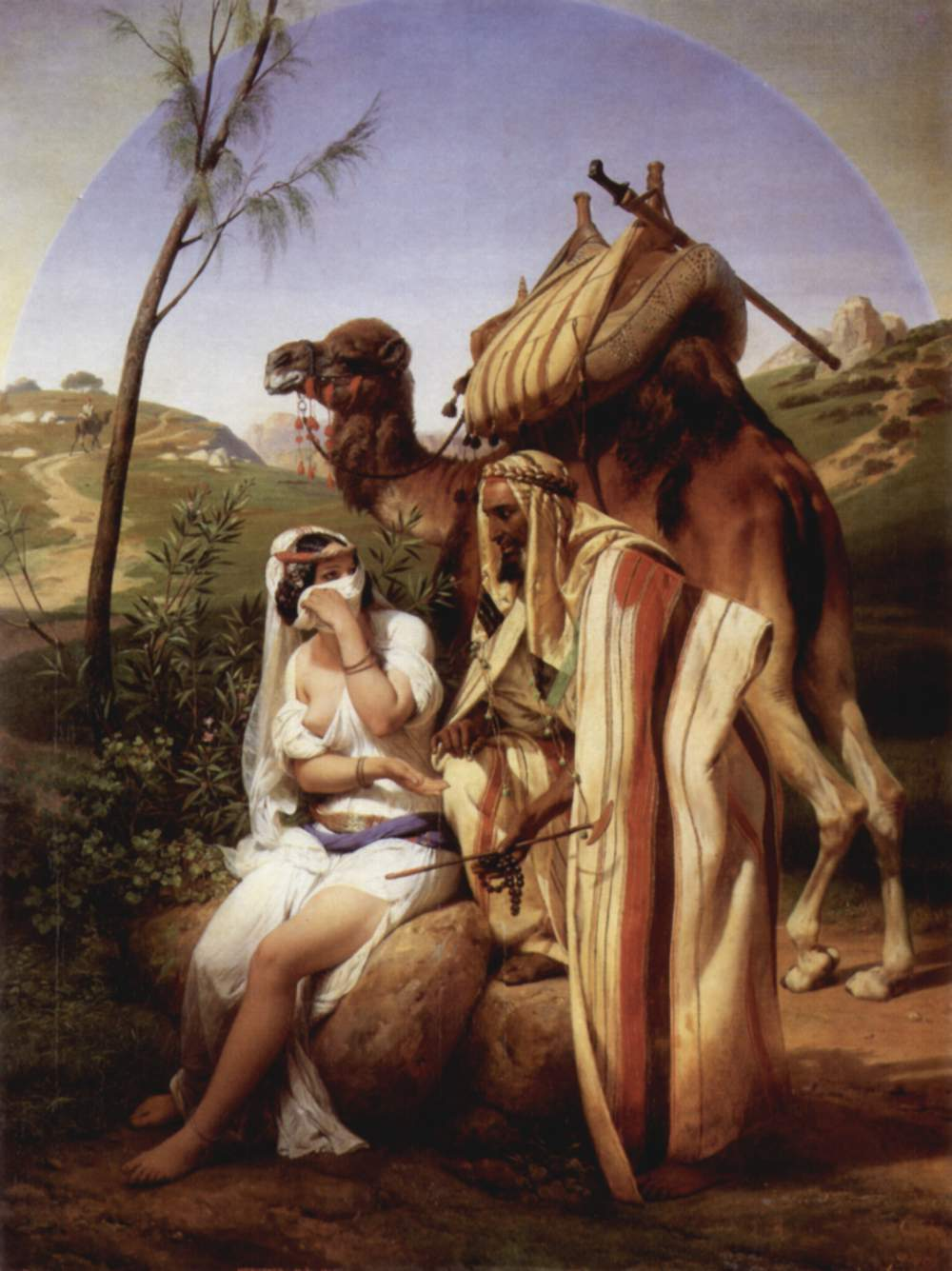
Juda et Tamar (1840), Londres, Wallace Collection.
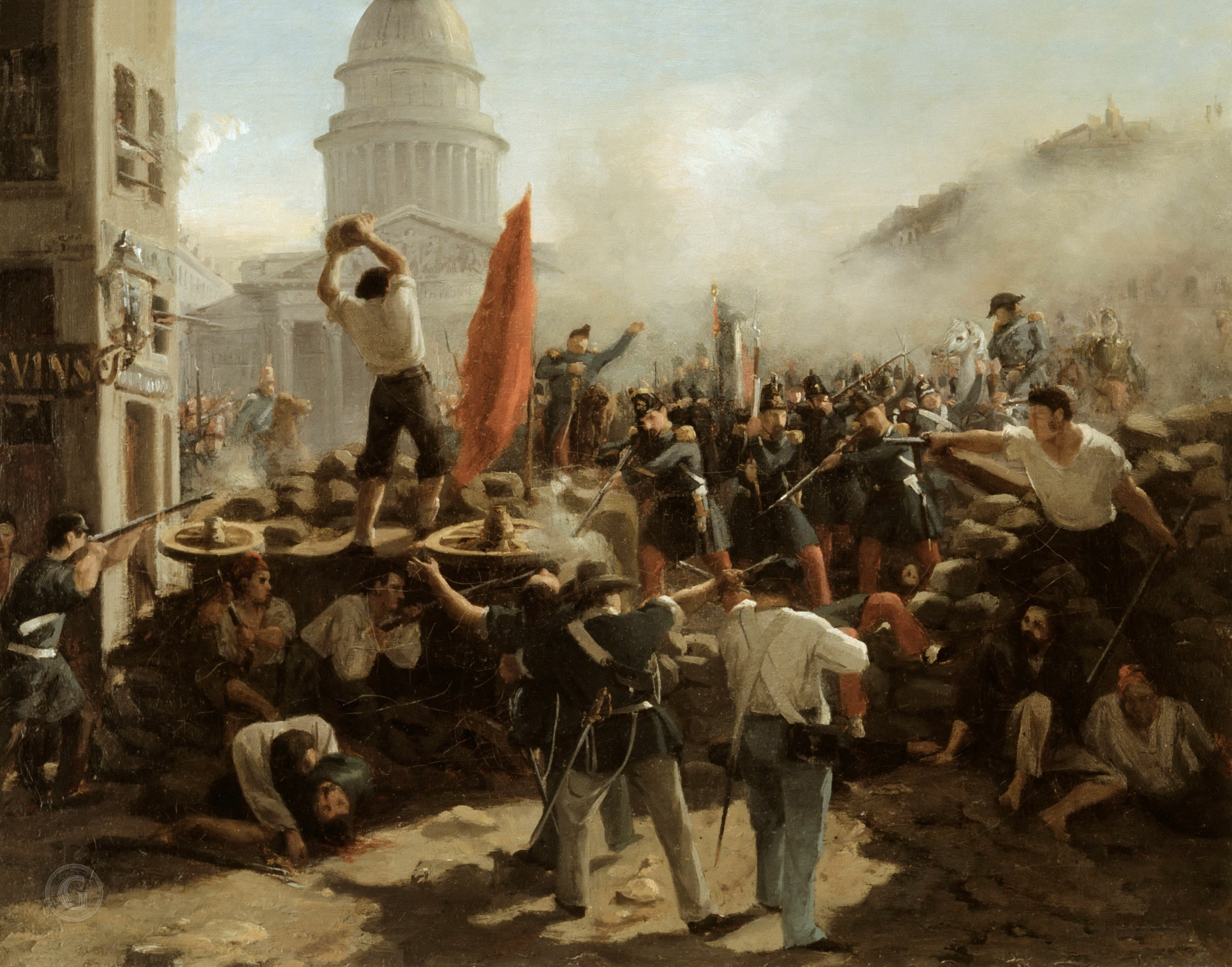
Barricade dans la rue de Soufflot, à Paris, le 25 juin 1848 (vers 1848-1849), Berlin, musée historique allemand[47].

Dessins
- École nationale supérieure des beaux-arts : caricature. Horace Vernet a dessiné une caricature représentant le roi Louis XVIII venant de déféquer, avec à ses pieds un étron, à ses côtés, un personnage s’apprêtant à torcher le royal postérieur. Annoté de la main de l’artiste : Le porte coton du Roi Louis Dixhuit fait par Horace Vernet chez nous le 20 décembre 1816[48]. Le porte-coton était une fonction de laquais et désignait un employé au service des latrines. Ce dessin provenant de la collection du colonel Louis Bro, ami d’Horace Vernet, fut vendu aux enchères à Reims le 18 décembre 2005, no 172 du catalogue où il est reproduit. Il a été offert à l’École nationale supérieure des beaux-arts par une association[Laquelle ?][49].
- Soldat Klephte Plume, encre brune et lavis brun, H. 0,179 ; L. 0,206 m[50]. Paris, Beaux-Arts de paris [51] Daté de 1827, Vernet, qui n'a pas encore voyagé en Orient dessine un soldat klephte, sorte de hors la loi des montagnes actif aux côtés des Grecs pendant la guerre d'indépendance que soutient la France. Appuyé contre un rocher, une main sur la tête, le soldat fixe le lointain de son regard inquiet. Derrière lui, le ciel menace. Très achevée, cette feuille pourrait correspondre à une étude préparatoire pour un tableau non retrouvé.
- Six chevaux en liberté dans un paysage plume, encre brune, lavis brun, encre de Chine et rehauts de blanc, H. 0,139 ; L. 0,25 m[52]. Paris, Beaux-Arts de Paris [53] Le dessin représente un groupe de chevaux libres en pleine nature. Dans un paysage tourmenté, balayé par le vent et éclairé par le soleil couchant, des chevaux sont livrés à leurs instincts. Ils s'élancent dans une course effrénée, sautant et se cabrant, s'adonnant à des jeux subtils et familiers. Archétype de l’œuvre romantique, cette feuille fait écho à la passion de toute une génération de peintres - de Gros à Delacroix - pour le cheval.

Son œuvre gravé complet est vendu aux enchères en 1861[réf. nécessaire].

## Postérité

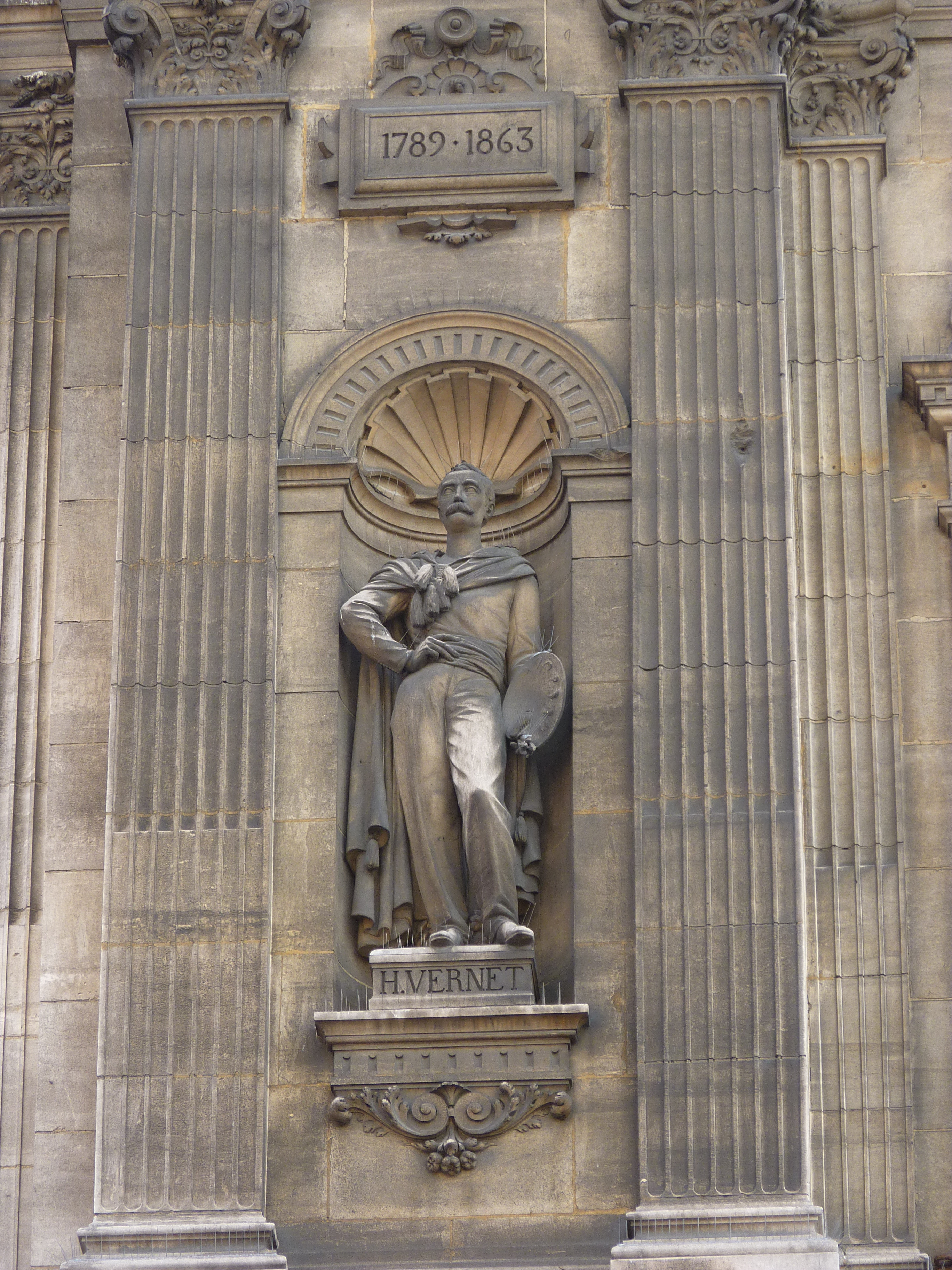
Eugène André Oudiné, Horace Vernet, façade de l'hôtel de ville de Paris.

- Une commune d'Algérie porta son nom pendant la colonisation française.
- Une rose du nom d’Horace Vernet lui est dédiée post mortem en 1866.
- Une rue porte son nom à La Madeleine (59110).
- Dans le 8e arrondissement de Paris, la rue Vernet rend hommage à sa famille.
- Une rue porte son nom à Avignon[54].

### Horace Vernet dans la littérature
- Dans un article intitulé « Le Daguerréotype au harem », paru dans La Presse en mars 1840, le journaliste Pitre-Chevalier raconte l'aventure vécue chez le pacha Mehemet Ali par un peintre photographe, désigné par les initiales H. V., qui pourrait être Horace Vernet[55]. L'article se conclut par ces mots : « S'il faut en croire l'ami du célèbre peintre qui nous a garanti l'authenticité de cette aventure, elle formera le sujet d'un charmant tableau que nous verrons à l'exposition de 1841. »
- Arthur Conan Doyle fait de son héros Sherlock Holmes le petit-neveu d'un peintre nommé "Vernet" dans L'Interprète grec. Sherlock Holmes explique que sa grand-mère était la sœur du peintre Vernet, sans préciser s'il s'agit d'Horace ou de son grand père Claude Joseph Vernet. Il est toutefois vraisemblable, au vu de la date de naissance fictive de Sherlock Holmes, que Doyle fasse bien référence à Horace Vernet.

#### Bases de données et dictionnaires
- Ressources relatives aux beaux-arts :   - Académie des arts de Berlin
  - Académie des beaux-arts
  - AGORHA
  - Art Institute of Chicago
  - Art UK
  - Artists of the World Online
  - Bénézit
  - Kunstindeks Danmark
  - MNBAQ
  - Musée d'Orsay
  - Musée des beaux-arts du Canada
  - Musée national du Victoria
  - National Gallery of Art
  - National Portrait Gallery
  - Nationalmuseum
  - RKDartists
  - Royal Academy of Arts
  - Union List of Artist Names
- Ressources relatives à la recherche :   - Académie royale de Belgique
  - Persée
- Ressources relatives à la musique :   - Discogs
  - MusicBrainz
- Ressource relative à la littérature :   - Internet Speculative Fiction Database
- Ressource relative à la bande dessinée :   - Tebeosfera
- Ressource relative à la vie publique :   - base Léonore
- Notices dans des dictionnaires ou encyclopédies généralistes :   - Britannica
  - Brockhaus
  - Deutsche Biographie
  - Internetowa encyklopedia PWN
  - Store norske leksikon
  - Universalis
  - Visuotinė lietuvių enciklopedija
- Notices d'autorité :   - VIAF
  - ISNI
  - BnF (données)
  - IdRef
  - LCCN
  - GND
  - Italie
  - CiNii
  - Espagne
  - Belgique
  - Pays-Bas
  - Pologne
  - Israël
  - NUKAT
  - Catalogne
  - Suède
  - Vatican
  - Norvège